# Новые Поляны (Татарстан)
Новые Поляны — деревня в Апастовском районе Татарстана. Входит в состав Верхнеаткозинского сельского поселения.

## География
Находится в западной части Татарстана на расстоянии приблизительно 21 км на север от районного центра посёлка Апастово в 1,5 км от реки Свияга.

## История
Известна с 1926 года.

## Население
Постоянных жителей было в 1926 — 108, в 1938 — 204, в 1949 — 154, в 1958 — 131, в 1970 — 128, в 1979 — 128, в 1989 — 61. Постоянное население составляло 43 человека (русские 93 %) в 2002 году, 31 — в 2010.